# Chrysaphios
Chrysaphios (altgriechisch Χρυσάφιος, latinisiert Chrysaphius, auch genannt Tzummas (altgriechisch Τζουμμᾱς) bzw.Tzuma, nach anderen Quellen Ztummas (Ζτουμμᾱς) bzw. Ztommas (Ζτομμᾱς); † 450) war ein Eunuch und Kämmerer am oströmischen Kaiserhof. Unter Kaiser Theodosius II. kam er in den 440er Jahren zu großem Einfluss, wurde aber nach dessen Tod 450 im Zusammenhang mit einem christologischen Dogmenstreit hingerichtet.

## Politischer Aufstieg
Unter Theodosius II. ist Chrysaphios als Praepositus sacri cubiculi (wörtlich „Vorsteher des heiligen Schlafzimmers“) bezeugt. Danach war er als erster Eunuch Spatharius, also Leibwächter, geworden. Es gelang ihm, den heidnischen Dichter und Stadtpräfekten Kyros von Panopolis zu stürzen, der ins Exil nach Phrygien gehen musste. Vielleicht war er auch der Auftraggeber der Ermordung des einflussreichen magister militum (Heermeisters) Johannes durch Arnegisclus im Jahr 441; jedoch sind deren Hintergründe in den Quellen schwer zu greifen.
In den 440er Jahren beherrschte Chrysaphios den angeblich willensschwachen Kaiser, der zuvor unter den rivalisierenden Einflüssen seiner Gattin Aelia Eudocia und seiner Schwester Aelia Pulcheria gestanden hatte: Diese war 439 nach einer Intrige vom Hof entfernt worden, jene musste nach einer Ehebruchsaffäre 442 in Jerusalem Buße tun. Es wird vermutet, dass Chrysaphios selbst die gegenseitige Abneigung der beiden Frauen gefördert hatte und hinter der Verbannung der beiden steckte. Der oströmische Historiker Johannes Malalas (ca. 490 – nach 570) schreibt, dass der Kaiser in den hübschen Eunuchen regelrecht verliebt gewesen sei. Angeblich sorgte Chrysaphios in der Folgezeit gemeinsam mit den anderen Hofeunuchen dafür, dass Theodosius genug Vergnügungen hatte, um ihn von ernsten Regierungsangelegenheiten fernzuhalten.

## Politik gegenüber den Hunnen
Nachdem die Hunnen dem oströmischen Heer 447 in der Schlacht am Utus eine empfindliche Niederlage beigebracht hatten, bemühte sich der Kaiserhof darum, einen Vertrag mit Attila abzuschließen: Theodosius bot an, die römischen Tributzahlungen auf 2100 Pfund Gold zu verdreifachen. Gleichzeitig beschlossen sie, den Hunnenherrscher loszuwerden, bevor er seine Forderungen noch weiter erhöhte. Eine Gelegenheit bot sich, als der Skirenfürst Edekon mit einem Brief Attilas nach Konstantinopel kam, in dem dieser unter anderem verlangte, ihm für weitere Verhandlungen einen Gesandten zu schicken. Chrysaphios überredete Edekon, Attila zu ermorden; danach solle er zu den Römern zurückkehren und eine große Belohnung empfangen. Der Skire erhielt fünfzig Pfund Gold, um Attilas Leibwachen zu bestechen. Offenkundig verriet er den Mordplan, denn als die geforderte oströmische Gesandtschaft (darunter der Geschichtsschreiber Priskos, der später darüber berichtete) bei Attila angekommen war, gestand ein Dolmetscher den Mordplan und wies auch das Gold vor, das Chrysaphios Edekon gegeben hatte. Um den Kaiser zu demütigen, schickte Attila nun seinerseits Boten nach Konstantinopel, die das Bestechungsgold vorzeigen und Theodosius vorwerfen sollten, er habe seinen edlen Vorfahren Schande gemacht. Chrysaphios fürchtete sich sehr; er konnte den Hunnenkönig jedoch durch eine weitere Gesandtschaft, die Attila wohl Anfang des Jahres 450 eine erhebliche Menge Gold brachte, besänftigen. So gelang es Chrysaphios, einer Auslieferung an die Hunnen zu entgehen.
Wenig später geriet Chrysaphios in eine weitere oströmisch-hunnische Affäre: Theodosius hatte im Zuge seiner Beschwichtigungspolitik einem Sekretär Attilas eine wohlhabende Witwe als Frau versprochen, doch sein isaurischer Heermeister Flavius Zeno verheiratete sie mit einem seiner Offiziere. Theodosius war desavouiert, Attila höhnte, er habe sein eigenes Haus nicht im Griff. Als der Kaiser das Eigentum der Witwe konfiszieren ließ, glaubte Zeno, Chrysaphios stecke dahinter, und verlangte seine Auslieferung. Auch diesmal durfte der Eunuch in Konstantinopel bleiben.

## Kirchenpolitik
Religion scheint Chrysaphios wenig am Herzen gelegen zu haben. Als Flavianus von Konstantinopel zum Erzbischof von Konstantinopel geweiht werden sollte, bedeutete ihm Chrysaphios, dass er als Zeichen seiner Dankbarkeit für die Wahl ein Geschenk erwartete. Der Erzbischof sandte ihm daraufhin geweihtes Brot, so genanntes Antidoron, das Chrysaphios mit dem Hinweis zurücksandte, Gold wäre ihm lieber gewesen.
Möglicherweise war Chrysaphios von Haus aus kein Christ, sondern wurde erst von dem Presbyter Eutyches bekehrt, der sein Taufpate wurde. Eutyches hing dem Monophysitismus an, also der Lehrmeinung, dass Jesus Christus nur eine Natur habe, nämlich die göttliche. Diese Lehre wurde 448 von Flavianus für Häresie erklärt. Im nestorianischen Streit, in dem es um diese Frage ging, stand Chrysaphios auf monophysitischer Seite. Auf seinen Rat hin rief Kaiser Theodosius 449 das Konzil von Ephesos zusammen, das unter dem Vorsitz des Bischofs von Alexandria Dioskoros I., eines Freundes von Chrysaphios, und mit der Drohung der kaiserlichen Macht den Monophysitismus als neue Orthodoxie durchsetzte. Flavianus wurde abgesetzt, er starb kurz darauf im Exil. Vor allem Quellen aus dem 6. Jahrhundert messen Chrysaphios eine entscheidende Rolle bei der „Räubersynode von Ephesus“ bei, wie das Konzil nach einem viel zitierten Ausspruch Papst Leos I. genannt wurde. In der jüngeren Forschung wird Chrysaphios’ Einfluss auf die Kirchenpolitik aber für übertrieben gehalten.
Aus dem Jahr 448 ist ein Brief Theodorets von Kyrrhos überliefert, in dem er schildert, dass Theodosius Bischof Irenaeus von Tyros abberufen wollte, ein Spatharius – aller Wahrscheinlichkeit nach Chrysaphios – aber versuchte, den Kaiser davon abzubringen. Dies misslang, im Herbst 448 wurde ein gewisser Photios neuer Bischof in Tyros. Dies zeigt nach Ansicht des polnischen Althistoriker Dariusz Brodkas, dass Chrysaphios’ Macht durchaus nicht so groß war, wie die späteren Quellen glauben machen wollen.

## Machtverlust und Tod
Kaiser Theodosius II. hatte 450 einen Reitunfall und starb kurz darauf. Nun kehrte Aelia Pulcheria zurück an die Macht. Durch die Heirat mit dem neuen Kaiser Markian verschaffte sie diesem dynastische Legitimität. Sie hing der orthodoxen Zwei-Naturen-Lehre an, nach der Jesus Christus sowohl Mensch als auch Gott ist, und ließ Chrysaphios noch im gleichen Jahr ermorden; nach Johannes Malalas wurde er von Markian wegen seiner Vergehen verurteilt und enthauptet. Hierbei soll auch Chrysaphios’ Unterstützung für die Grünen, eine der vier Zirkusparteien, die auch politisch einflussreich waren, eine Rolle gespielt haben. Der byzantinische Chronist Theophanes (760–818) dagegen schreibt, Chrysaphios sei bereits zu Lebzeiten Theodosius’ II. entmachtet und verbannt worden. Brodka sieht in dieser Erzählung den apologetischen Versuch, Theodosius aufzuwerten, was aber nicht glaubwürdig sei.